# تویتوک
تویتوک یا دیللی تویدوک (نی زبانه‌دار) از نی نازک ساخته می‌شود. این ساز، دارای سه یا چهار سوراخ است و استادان ماهر و صاحب تجربه، آن را همانند یدی بوغون، پنج سوراخه می‌نوازند. این ساز زبانه‌ای مخصوص (قمیش)دارد که در صورت دمیدن در آن، با لرزش زبانه به صدا در می‌آید.